# Guardamiglio
Guardamiglio é uma comuna italiana da região da Lombardia, província de Lodi, com cerca de 2.628 habitantes. Estende-se por uma área de 10 km², tendo uma densidade populacional de 263 hab/km².
Faz fronteira com Somaglia, Fombio, Calendasco (PC), San Rocco al Porto. É a penutlima cidade antes do rio Po e da cidade de Piacenza; por isso tem mais contato com essa do que com sua capital Lodi.

## Demografia
| Variação demográfica do município entre 1861 e 2011                               |
|                                                                                   |
| Fonte: Istituto Nazionale di Statistica (ISTAT) - Elaboração gráfica da Wikipedia |